# Lijst van voetbalinterlands Botswana - Malawi
Deze lijst van voetbalinterlands is een overzicht van alle officiële voetbalwedstrijden tussen de nationale teams van Botswana en Malawi. De landen hebben tot op heden twintig keer tegen elkaar gespeeld. De eerste ontmoeting was een vriendschappelijke wedstrijd tijdens een toernooi op 18 april 1981 in Salisbury (Zimbabwe). Het laatste duel, eveneens een vriendschappelijke wedstrijd, vond plaats in Lilongwe op 6 juli 2025.

## Wedstrijden
| №  | Plaats      | Datum             | Competitie                   | Wedstrijd         | Uitslag |
| -- | ----------- | ----------------- | ---------------------------- | ----------------- | ------- |
| 1  | Salisbury   | 18 april 1981     | Vriendschappelijk            | Malawi − Botswana | 5 − 2   |
| 2  | Gaborone    | 30 september 1986 | Vriendschappelijk            | Botswana − Malawi | 2 − 0   |
| 3  | Lobamba     | 21 januari 1990   | Vriendschappelijk            | Malawi − Botswana | 2 − 2   |
| 4  | Gaborone    | 1 maart 1997      | COSAFA Cup 1997              | Botswana − Malawi | 1 − 4   |
| 5  | Lilongwe    | 6 juli 1997       | Vriendschappelijk            | Malawi − Botswana | 0 − 0   |
| 6  | Gaborone    | 17 maart 2001     | COSAFA Cup 2001              | Botswana − Malawi | 0 − 1   |
| 7  | Lilongwe    | 8 juni 2002       | Vriendschappelijk            | Malawi − Botswana | 2 − 0   |
| 8  | Blantyre    | 9 juni 2002       | Vriendschappelijk            | Malawi − Botswana | 1 − 0   |
| 9  | Gaborone    | 25 mei 2003       | COSAFA Cup 2003              | Botswana − Malawi | 1 − 1   |
| 10 | Gaborone    | 19 juni 2004      | WK 2006 kwalificatie         | Botswana − Malawi | 2 − 0   |
| 11 | Blantyre    | 18 juni 2005      | WK 2006 kwalificatie         | Malawi − Botswana | 1 − 3   |
| 12 | Lilongwe    | 6 juli 2006       | Vriendschappelijk            | Malawi − Botswana | 2 − 1   |
| 13 | Blantyre    | 8 juli 2006       | Vriendschappelijk            | Malawi − Botswana | 0 − 0   |
| 14 | Blantyre    | 11 augustus 2010  | Afrika Cup 2012 kwalificatie | Malawi − Botswana | 1 − 1   |
| 15 | Lobatse     | 5 juni 2011       | Afrika Cup 2012 kwalificatie | Botswana − Malawi | 0 − 0   |
| 16 | Gaborone    | 19 maart 2013     | Vriendschappelijk            | Botswana − Malawi | 1 − 0   |
| 17 | Pietersburg | 30 mei 2018       | COSAFA Cup 2018              | Malawi − Botswana | 1 − 1   |
| 18 | Francistown | 7 september 2019  | WK 2022 kwalificatie         | Botswana − Malawi | 0 − 0   |
| 19 | Blantyre    | 10 september 2019 | WK 2022 kwalificatie         | Malawi − Botswana | 1 − 0   |
| 20 | Lilongwe    | 6 juli 2025       | Vriendschappelijk            | Malawi − Botswana | 1 − 1   |

## Samenvatting
| Competitie              | Totaal gespeeld | Winst Botswana | Gelijk | Winst Malawi | Doelsaldo Botswana – Malawi |
| ----------------------- | --------------- | -------------- | ------ | ------------ | --------------------------- |
| WK-kwalificatie         | 4               | 2              | 1      | 1            | 5 − 2                       |
| Afrika Cup-kwalificatie | 2               | 0              | 2      | 0            | 1 − 1                       |
| COSAFA Cup              | 4               | 0              | 2      | 2            | 3 − 7                       |
| Vriendschappelijk       | 10              | 2              | 4      | 4            | 9 − 13                      |
| Totaal                  | 20              | 4              | 9      | 7            | 18 − 23                     |

Wedstrijden bepaald door strafschoppen worden, in lijn met de FIFA, als een gelijkspel gerekend.